# Praça de Espanha
Praça de Espanha – stacja metra w Lizbonie, na linii Azul. Jest to jedna z jedenastu stacji należących do sieci pierwotnej metra w Lizbonie, zainaugurowanej 29 grudnia 1959.
Stacja ta znajduje się na Praça de Espanha. Stacja zapewnia dostęp do budynku i parku siedziby Fundacji Calouste Gulbenkiana, meczetu w Lizbonie, Teatro Aberto, Teatro da Comuna i dworca autobusowego, który znajduje się na placu. Oryginalny projekt stacji (1959) jest autorstwa Francisco Keil do Amaral i malarki Marii Keil. W dniu 15 października 1980 roku zakończono rozbudowę stacji na podstawie projektu architektonicznego Sanchez Jorge. Rozbudowa stacji obejmowała rozbudowę peronów i budowę nowego atrium.